# ستيفن بيترسون (فنان قتال مختلط)
ستيفن بيترسون (بالإنجليزية: Steven Peterson) هو فنان قتال مختلط أمريكي، ولد في 29 مايو 1990 في ريدوندو بيتش في الولايات المتحدة.

## وصلات خارجية
- ستيفن بيترسون على موقع يو إف سي (الإنجليزية)
- ستيفن بيترسون على موقع بيلاتور (الإنجليزية)
- ستيفن بيترسون على موقع شيردوغ (الإنجليزية)
- ستيفن بيترسون على موقع Tapology.com (الإنجليزية)
- ستيفن بيترسون على موقع IMDb (الإنجليزية)
- ستيفن بيترسون على موقع قاعدة بيانات الفيلم (الإنجليزية)